# Actinomycetales
Ordre
Les Actinomycetales sont un ordre de bactéries filamenteuses à Gram positif de la classe des Actinomycetes. Son nom provient de Actinomyces qui est le genre type de cet ordre.
En 2022 d'après LPSN (11 novembre 2022) cet ordre ne comporte qu'une seule famille validement publiée, les Actinomycetaceae. Il comporte aussi un genre incertae sedis (positionnement taxonomique incertain) : Aquiluna.

## Taxonomie
Cet ordre est proposé dès 1917 par R.E. Buchanan mais il n'est validé par une publication dans l'IJSEM qu'en 1980 (« Approved lists »).